# Bernadett Bognár-Bódi
Bernadett Bognár-Bódi; z d. Bódi; (ur. 9 marca 1986 w Segedynie) – węgierska piłkarka ręczna, prawoskrzydłowa,  reprezentantka kraju. Obecnie występuje w węgierskim Győri ETO KC. Brązowa medalistka mistrzostw Europy 2012.

## Sukcesy

### reprezentacyjne
- Mistrzostwa Europy:
  -  2012

### klubowe
- Mistrzostwo Węgier:
  -  2005, 2006, 2014, 2016, 2017
  -  2004, 2007, 2015
  -  2002, 2003, 2012
- Puchar Węgier:
  -  2005, 2006, 2007, 2014, 2015, 2016
- Puchar EHF:
  -  2002, 2004, 2005
- Liga Mistrzyń:
  -  2014, 2017
  -  2016